# Bo Edblad
Bo A Edblad, född  22 juli 1936 i Sollefteå, död 1 mars 2003, var en svensk arkitekt.
Edblad, som var son till chefsingenjör Adrian Edblad och Ellen Genberg, utexaminerades från Kungliga Tekniska högskolan 1964 och från Kungliga Konsthögskolans arkitekturskola 1975. Han var anställd hos arkitekterna Lennart Uhlin och Lars Malm 1962–1973, hos arkitekt Jan Gezelius 1973–1974, vid Kungliga Tekniska högskolan 1974–1982, bedrev egen arkitektverksamhet från 1978 och vid AA Arkitektateljén AB från 1984. Han var tillförordnad föreståndare för Kungliga Konsthögskolans arkitekturskola 1982–1984 och tillförordnad professor i arkitektur 1982–1987. Han var ledamot av Rådet till skydd för Stockholms skönhet 1974–1979, styrelseledamot i Svenska Arkitekters Riksförbund (SAR) 1975–1979 och ordförande Stockholms arkitektförening från 1991. Han författade skrifter i arkitektur och planering.